# جيمس بالمر (سياسي)
جيمس بالمر هو سياسي بريطاني، ولد في 2 أكتوبر 1969 في سوهام في المملكة المتحدة. نشط حزبياً في حزب المحافظين. في 2017 Cambridgeshire and Peterborough mayoral election ‏، انتخب Mayor of Cambridgeshire and Peterborough ‏ (4 مايو 2017 – ).